# 克丽丝塔妮娅·威廉姆斯
克丽丝塔妮娅·威廉姆斯（英語：Christania Williams，1994年10月17日—）是一名牙买加女子短跑运动员。她曾代表牙买加队参加2016年里约奥运，结果在女子4×100米接力项目上夺得亚军。